# Grand Troyes
Pour les articles homonymes, voir CAT.
La communauté du grand Troyes, anciennement la communauté d'agglomération troyenne (CAT), est une ancienne communauté d'agglomération française, située dans le département de l'Aube et la région Grand Est.

## Historique
- 23 décembre 1993 : création de la Communauté d'agglomération troyenne (CAT).

- 1er janvier 2011 : la CAT change de dénomination pour devenir le Grand Troyes[1].

- 1er janvier 2014 : adhésion d'Isle-Aumont, auparavant membre de la Communauté de communes Bouilly-Mogne-Aumont).
- Le 1er janvier 2017, le Grand Troyes laisse place à Troyes Champagne Métropole, composé de 81 communes[2].

## Composition
Elle était composée des 19 communes suivantes :
| Nom                      | Code Insee | Gentilé      | Superficie (km2) | Population (dernière pop. légale) | Densité (hab./km2) |
| ------------------------ | ---------- | ------------ | ---------------- | --------------------------------- | ------------------ |
| Troyes (siège)           | 10387      | Troyens      | 13,20            | 60 750 (2014)                     | 4 602              |
| Bréviandes               | 10060      | Bréviandois  | 6,14             | 2 659 (2014)                      | 433                |
| Buchères                 | 10067      | Bucherois    | 7,14             | 1 534 (2014)                      | 215                |
| Isle-Aumont              | 10173      | Islois       | 3,48             | 496 (2014)                        | 143                |
| La Chapelle-Saint-Luc    | 10081      | Chapelains   | 10,48            | 12 428 (2014)                     | 1 186              |
| La Rivière-de-Corps      | 10321      | Ribocortins  | 7,26             | 3 144 (2014)                      | 433                |
| Les Noës-près-Troyes     | 10265      | Noyats       | 0,73             | 3 216 (2014)                      | 4 405              |
| Moussey                  | 10260      | Mousséens    | 7,25             | 615 (2014)                        | 85                 |
| Pont-Sainte-Marie        | 10297      | Maripontains | 3,99             | 4 922 (2014)                      | 1 234              |
| Rosières-près-Troyes     | 10325      | Caillotins   | 6,23             | 3 859 (2014)                      | 619                |
| Saint-André-les-Vergers  | 10333      | Dryats       | 5,86             | 11 860 (2014)                     | 2 024              |
| Saint-Julien-les-Villas  | 10343      | Sancéens     | 5,26             | 6 891 (2014)                      | 1 310              |
| Saint-Léger-près-Troyes  | 10344      | Taupins      | 9,21             | 804 (2014)                        | 87                 |
| Saint-Parres-aux-Tertres | 10357      | Patrocliens  | 11,82            | 3 100 (2014)                      | 262                |
| Sainte-Savine            | 10362      | Saviniens    | 7,55             | 10 134 (2014)                     | 1 342              |
| Saint-Germain            | 10340      | Germinois    | 13,80            | 2 294 (2014)                      | 166                |
| Saint-Thibault           | 10363      | Théobaldiens | 11,71            | 521 (2014)                        | 44                 |
| Torvilliers              | 10381      | Torvillois   | 12,11            | 927 (2014)                        | 77                 |
| Verrières                | 10406      | Verrichons   | 10,12            | 1 883 (2014)                      | 186                |

## Compétences[3]
- Eau (traitement, adduction, distribution)
- Chauffage urbain
- Assainissement collectif
- Traitement des déchets des ménages et déchets assimilés
- Lutte contre les nuisances sonores
- Qualité de l'air
- Protection et mise en valeur de l'environnement
- Création, suppression, extension des cimetières
- Dispositifs contractuels de développement urbain, de développement local et d'insertion économique et sociale
- Dispositifs locaux de prévention de la délinquance
- Création, aménagement, entretien et gestion de zone d'activités industrielle, commerciale, tertiaire, artisanale ou touristique
- Action de développement économique (Soutien des activités industrielles, commerciales ou de l'emploi, soutien des activités agricoles et forestières...)
- Construction ou aménagement, entretien, gestion d'équipements ou d'établissements culturels, socioculturels, socioéducatifs, sportifs
- Activités culturelles ou socioculturelles
- Activités sportives
- Création et réalisation de zone d'aménagement concerté (ZAC)
- Constitution de réserves foncières
- Organisation des transports urbains : Transports en commun de l'agglomération troyenne
- Plan de déplacements urbains
- Création, aménagement, entretien de la voirie
- Signalisation
- L'Office de Tourisme du Grand Troyes[4]

## Démographie
En 2009, le grand Troyes comptait 129 235 habitants. À l'instar des répartitions nationale et départementale, les femmes sont majoritaires dans l'agglomération avec 53 % de personnes de sexe féminin, pourcentage supérieur au taux national (51,6 %).
| 1968    | 1975    | 1982    | 1990    | 1999    | 2009    |
| ------- | ------- | ------- | ------- | ------- | ------- |
| 116 425 | 128 203 | 127 549 | 125 525 | 128 187 | 129 235 |